# Décès en février 1925
Décès
- 1921
- 1922
- 1923
- 1924
- 1925
- 1926
- 1927
- 1928
- 1929

Pour une information complémentaire, voir la page d'aide.

| Date       | Nom             | Pays             | Activités       | Âge | Source |
| ---------- | --------------- | ---------------- | --------------- | --- | ------ |
| 15 février | Kinoshita Rigen | Drapeau du Japon | Poète japonais. | 39  |        |